# George Cassidy (jazzmuzikant)
George Cassidy (7 september 1936 – 28 mei 2023) was een jazzmuzikant en muziekleraar uit Belfast in Noord-Ierland, gespecialiseerd in de tenorsaxofoon. Hij stond ook bekend om het lesgeven aan de Belfastse muzikant Van Morrison in het lezen en noteren van muziek en om het geven van saxofoonlessen. Cassidy speelde ook klarinet, draailier en Hawaïaanse gitaar. Na een periode in een lokale beatband ging Cassidy op tournee door Ierland, waarbij hij saxofoon speelde achter Dusty Springfield met The Springfields. Cassidy was hoofdsaxofonist bij de Regal Accordion & Saxophone Band.

## Geschiedenis

### Jeugd en kennismaking met muziek
George Cassidy werd geboren op 7 september 1936 in 49 Hyndford Street in de wijk Bloomfield van Belfast. Hij woonde bij zijn jongere broer, Billy Cassidy, en zijn moeder, Sarah "Sadie" Cassidy, en zijn vader, William Cassidy, die als klerk werkte voor Harland & Wolff. Cassidy volgde van 1940 tot 1952 de Elmgrove Elementary School. Hyndford Street werd bekend als de plek waar Van Morrison ook opgroeide, en het paar werd beste vrienden. Omdat ze in dezelfde straat woonden, werd het voor Morrison gemakkelijk om te oefenen en te blijven leren. Dit versterkte op zijn beurt de band tussen de twee. George liet zich inspireren door verschillende kunstenaars, zoals Matt Monro, die hij voor het eerst ontmoette in Belfast. George Cassidy, die saxofoon speelde, sloot zich aan bij een Beat Band in Belfast. Cassidy sloot zich eind jaren vijftig aan bij de Regal Accordion & Saxophone Band. Ze stonden bekend om hun unieke stijl, energie en charisma. De band speelde verschillende genres, waaronder popliedjes uit die tijd, zoals Yellow Submarine van The Beatles, en traditionele jazz.
George Cassidy speelde een belangrijke rol in de vroege carrière van de muzikant Van Morrison. Hun vriendschap en samenwerking hadden een diepgaande invloed op Morrisons ontwikkeling als kunstenaar. Van Morrison zei later: "Op mijn vijftiende nam ik les van een man genaamd George Cassidy, die in dezelfde straat woonde. Hij was een geweldige jazzmuzikant. Hij had de kwaliteiten." "Toen ik als kind in Belfast tenorsaxofoon begon te studeren, deed ik dat met een man genaamd George Cassidy, die ook een grote inspiratiebron was."
Als toegewijd tenorsaxofonist koos Cassidy voor de Henri Selmer Paris vanwege de warme, rijke en expressieve toon, evenals het handgemaakte, duurzame vakmanschap en de kwaliteit.

### The Springfields, The Regal Band en hun nalatenschap
In 1960 sloot Cassidy zich aan bij The Springfields in de Republiek Ierland. Hij werd uitgenodigd om zich aan te sluiten na een periode in een beatshowband in Belfast. Cassidy trok de aandacht door te spelen in de Plaza Ballroom in Belfast. Hij maakte deel uit van hun eerste muziekensemble en speelde op verschillende locaties, zoals balzalen. Hij keerde terug naar Belfast omdat hij heimwee had.
Cassidy trad op tijdens verschillende liefdadigheids-, gemeenschaps-, historische en herdenkingsevenementen in heel Noord-Ierland, zoals jaarlijks tijdens de Black Parade. De band werd eind 20e eeuw gezien als een van de meest vooraanstaande muziekgroepen van het land, kreeg lovende kritieken en wist een toegewijde fanbase te cultiveren door hun energieke liveoptredens en sterke betrokkenheid van het publiek. De Regal nam de leiding bij veel parades, Cassidy was de lead saxofonist.
Naast de belangrijkste instrumenten – accordeon en saxofoon – had de band ook trompettisten en percussie – snaredrum, clash cimbalen en bastrommel. Cassidy trad met The Regal een aantal keer op in The Grand Opera House, als voorprogramma voor Donald Peers en Nancy Whiskey. Het uitverkochte evenement bracht hen ertoe terug te keren voor een groots optreden.
De band pakte nummers op die niet tot de traditionele liederen behoorden die in de 20e eeuw in Noord-Ierland werden gespeeld, zoals When the Saints go marching in, Hokey Cokey en Lily of Laguna. Deze optredens maakten hen zeer populair in gebieden rond Belfast, Lisburn, Carrickfergus en Derry. Ze traden op tijdens verschillende gemeenschaps- en sociale evenementen, in november 1987 traden ze op ter ondersteuning van BBC Children in Need.
In september 1970 regelde George Magill, dirigent van The Regal Band, hun optreden in het kader van de kampioensbandwedstrijd tijdens de UEFA European Cup Winners' Cup- wedstrijd tussen Linfield FC en Manchester City. Als vast onderdeel van de herdenkingsdagevenementen leidde de Regal Band op Remembrance Day, 11 november 1972, tijdens de kranslegging en het blazen van The Last Post.
In augustus 1985 gaf The Regal Band recitals tijdens de Donaghadee Young Defenders-bandwedstrijd tijdens de festivalweek van de stad. Ze lieten daarbij hun "geweldige muziekstijl horen - prachtig geluid van een veelheid aan verschillende instrumenten". Na de wedstrijd werd de prijs aan The Regal uitgereikt, onder applaus van het publiek en de andere deelnemende bands.
Van Morrison zou liedjes schrijven over zijn jeugd in Bloomfield, en zou zijn tijd beschrijven waarin hij saxofoon speelde met Cassidy, zoals in zijn liedje " Cleaning Windows " uit 1982.

## Persoonlijk leven
George Cassidy groeide op aan Hyndford Street; hij had een broer, William. Hij trouwde met zijn vrouw, Joan McCommiskey, en verhuisde naar Dundonald, waar ze kinderen kregen. Ze woonden kort in Ballybeen voordat ze een huis kochten in Ardcarn. George Cassidy werkte voor John Kelly Limited aan Queen's Quay, Belfast. Cassidy genoot van paardenrennen en bezocht regelmatig de Canberra Bar, Monico en The Raven Social Club. Hij was een supporter van de Progressive Unionist Party en raakte bevriend met David Ervine, die dezelfde ledenclub bezocht. Zijn favoriete drankjes waren Guinness en demerara rum.
De grootvader van George Cassidy, William John Cassidy, was trimmer op de RMS Titanic, voordat hij in Southampton ontscheepte.
Cassidy was een vrijmetselaar en lid van Unite the Union. Voor Unite was Cassidy lid van de Transport and General Workers' Union en vocht hij om Kingsberry Coal in Belfast open te houden.
Cassidy overleed op 28 mei 2023, in het Ulster Hospital aan complicaties van Covid-longontsteking. Zijn favoriete lied If I Never Sing Another Song werd gespeeld tijdens zijn begrafenis op 7 juni. Hij ligt begraven op Roselawn Cemetery.
- MusicBrainz: bf8509b4-9322-42cd-9ef1-0a0a1c037214